# التهاب جلد حول الفوهة
التهاب جلد حول الفوهة (بالإنجليزية: Periorificial dermatitis)‏ هو حالة جلدية تمتاز بوجود كلا من التهاب الجلد حول الفم والتهاب الجلد حول العين.